# Murata Renhó
Murata Renhó  (村田 蓮舫; Hepburn: Murata Renhō; 1967. november 28. –) japán politikus, jelenleg az Alkotmányos Demokrata Párt (Japán) delegáltjaként a japán országgyűlés felsőházában képviselő. Korábban újságíróként, televíziós bemondóként dolgozott. Közel 10 hónapon keresztül ő vezette az akkor legerősebb ellenzéki pártot, a Minsutót.

## Élete a politikai szerepvállalás előtt
Hsieh Lienfang (kínaiul: 謝蓮舫) néven született Tokióban. Édesapja tajvani, édesanyja pedig japán állampolgár. Renhó óvodás korától fogva egészen az egyetemi diploma megszerzéséig az Aoyama Gakuin diákja volt, 1990-ben szerzett jogi végzettséget az Aoyama Gakuin Egyetemen. Mivel a japán Nemzetiségi Törvény születése idején nem tette lehetővé, hogy a japán állampolgárság anyai úton is öröklődhessen, ezért Renhó kizárólag tajvani állampolgársággal rendelkezett 1985-ig, amikor lehetővé vált az állampolgárság öröklése anyai ágon is. A japán állampolgárság megszerzésével felvette édesanyja vezetéknevét, de a mindennapokban továbbra is a Renhót használta.
2016-ig tajvani-japán kettős állampolgár volt, jelenleg viszont kizárólag japán állampolgársággal rendelkezik.
1988-ban a Clarion nevű japán elektronikai cég reklámarca lett, mely utat nyitott számára a média világába. Ezt követően számos televíziós és rádiós műsorban megfordult. 1993-ban bemondó lett a TBS és a TV Asahi csatornákon, ahol számos történelmi jelentőségű esemény közlésében részt vett, mint például a Nagy Hansin földrengés.
1993-ban megházasodott, 1995-től 1997-ig kínai nyelvet tanult a Pekingi Egyetemen. 2000-ben visszatért a televíziózáshoz, számos TBS műsor bemondójaként kezdett munkába. Chen Shuibian elnöki kampányáról egyenesen Tajvanból tudósított, ennek hatására ismerte meg a tajvani politikai elit Renhó nevét. Tajvanban nevének sztenderd mandarin kiejtése miatt gyakran Lien-fangként hivatkoznak rá.

## Politikai karrierje
2004 júliusában a Demokrata Párt tokiói jelöltjeként bejutott a Japán Felsőházba. Megválasztását követően tevékeny résztvevője volt a gyermek- és ifjúságpolitikai vitáknak. Renhó bírálta Japán Kínával fenntartott diplomáciai kapcsolatát (“Japán túl udvariasan bánik Kínával, csak csendben meghúzza magát”) és azt, hogy Japán nem ismeri el Tajvant független országként (“Furcsa a japán diplomácia, mert úgy tartja, hogy Tajvan mint ország nem létezik. Édesapám tajvani állampolgár. Hogy lehet, hogy nem ország Tajvan?”). Miután megkezdte képviselői ciklusát többször meglátogatta Tajvant hivatalos és magánügyekben. Ezeket a látogatásokat jelentős médiafigyelem kísérte. Renhó tajvani utazásai során szoros kapcsolatot alakított ki a jelenleg kormányzó Demokratikus Progresszív Párt prominens tagjaival.

### Kormányon (2009-2012)
Miután a Japán Demokrata Párt 2009 szeptemberében megszerezte a hatalmat, Renhó a korábbinál is nagyobb figyelmet kapott a szigorú kiállása és az ún. Kormányzati Reform Szerv (行政刷新会議; Hepburn: Gyōsei Sasshin Kaigi) gazdasági átvilágításain tisztviselők felé intézett karakán kérdéseivel.
2010 júniusában az újonnan kinevezett Kan Naoto miniszterelnök az új kormányban a Kormányzati Reformok Minisztériumának élére Renhót kérte fel. Renhó a tisztség megkezdésével ígéretet tett arra, hogy különös figyelmet fog szentelni a 21 kormányzati számlán folyó túlköltekezés megszüntetésére. 2011 júniusában a Kan-kabinet második átszervezése során elveszítette miniszteri pozícióját, de tanácsadóként a miniszterelnök mellett maradt.
A 2010-es felsőházi választásokon, ismételten a Demokrata Párt jelöltjeként a tokiói jelöltek versenyében 1710734 szavazatot szerezve megőrizte mandátumát.
2010-től 2012-ig folyamatosan aktív szereplője maradt a kormánynak, nem csupán a Kormányzati Reformok Minisztériumában, hanem a fogyasztói kapcsolatok és élelmiszerbiztonságért felelős minisztériumban is vezető tisztséggel rendelkezett.
2011 szeptemberében ismét megszerezte a reformokért felelős miniszteri székét, viszont feladatköre a közszolgálati reform, a nemek közötti egyenlőség biztosítása és a folyamatosan csökkenő tendenciát mutató születési ráta problémájának megoldásával bővült. 2012 elejéig őrizte miniszteri tisztségét, amikor ismételt kormányátalakítás következett.
A Demokrata Párt súlyos vereséget szenvedett a 2012-es választásokon, Renhó ismét ellenzéki térfélen találta magát, felsőházi mandátumát 2016-ban is meg tudta őrizni.

### A Demokrata Párt élén
2016 szeptemberében a Japán Demokrata Párt tisztújításán pártelnökké választották, ezzel ő lett az első női, első vegyes etnikai hátterű (csak fele részben japán), illetve első kettős állampolgárságú személy, aki vezető japán politikai párt élére került.
Megválasztását követően, a The Japan Times számos politikai intézkedéséről beszámolt. Az ekkor kormányzó Liberális Demokrata Párt készen állt, hogy az alkotmány 9. cikkén módosítsanak. Ennek kapcsán Renhó úgy nyilatkozott, hogy ellene van a fenti cikk módosításának, viszont nyitott egyéb alkotmányos reformok megvitatására az LDP-vel. A sajtóban megjelent az is, hogy a kormány gazdasági programját, az ún. Abenomics-ot bizonyos mértékben sikernek tartja, ugyanakkor oktatás, gyermeknevelés és ifjúsággondozás terén nagyobb mértékű költségvetési hozzájárulásra lenne szükség. A Japán Kommunista Párttal való esetleges koalíciós kormányzás kérdését egyértelműen kizárta és ellenezte a Transz-csendes-óceáni Partnerséget is.
Még az elnökválasztás idején bejelentette, hogy feladta a tajvani állampolgársát. Nem sokkal később a sajtóban megjelent, hogy az eljárás nem volt megfelelő, így az állampolgársága is megmaradt. Ezekre válaszul végül 2016 végén újra megkezdte a procedúrát.
2017 júliusában a Demokrata Párt a tokiói helyhatósági választásokon súlyos vereséget szenvedett. Néhány rangidős párttag a vereség okát a Renhó állampolgárságát körülvevő információs zavarban vélte megtalálni. Ezekre válaszul Renhó még július egy július végi sajtóeseményen bemutatta a tajvani állampolgárságának megszűnését igazoló dokumentumokat.
Néhány nappal később, miután lemondott a korábbi miniszterelnök Noda Josihiko a pártfőtitkári posztjáról, Renhó benyújtotta lemondását a pártelnöki tisztségéről. Döntését azzal indokolta, hogy nem tudott kellő tudást felmutatni ahhoz, hogy a pártot megfelelően vezesse.

### Az Alkotmányos Demokrata Pártban (2017-)
A Demokrata Párt 2017. október 22-i választásokon mutatott kettős politikájával szembeni elégedetlenségének hangot adva, Renhó igényt formált az újonnan megalakult progresszív párthoz, az Alkotmányos Demokrata Párthoz való csatlakozásra. December közepén a párt elnökével, Edano Jukioval megbeszéléseket folytatott, majd 2017. december 26-án beadta a csatlakozási igényét hivatalosan is a párthoz. Renhó kiemelte, hogy a Demokrata Párt nem rendelkezik stabil politikai irányelvekkel, míg az Alkotmányos Demokrata Párt tisztán kommunikálja a párt szemléletét. Végül 2017. december 28-án csatlakozott a párthoz.

## Családja
Férje, Murata Nobujuki újságíró és számos egyetem vendégelőadója. Renhó 1997-ben ikreknek adott életet. Két testvére van, bátyja 1 évvel idősebb, öccse 2 évvel fiatalabb. Mark Chen tajvani politikus, korábban a Kínai Köztársaság Elnöki Hivatalának főtitkára távoli rokona. Tokióban él a férjével, gyermekeivel és édesanyjával.

## Fordítás

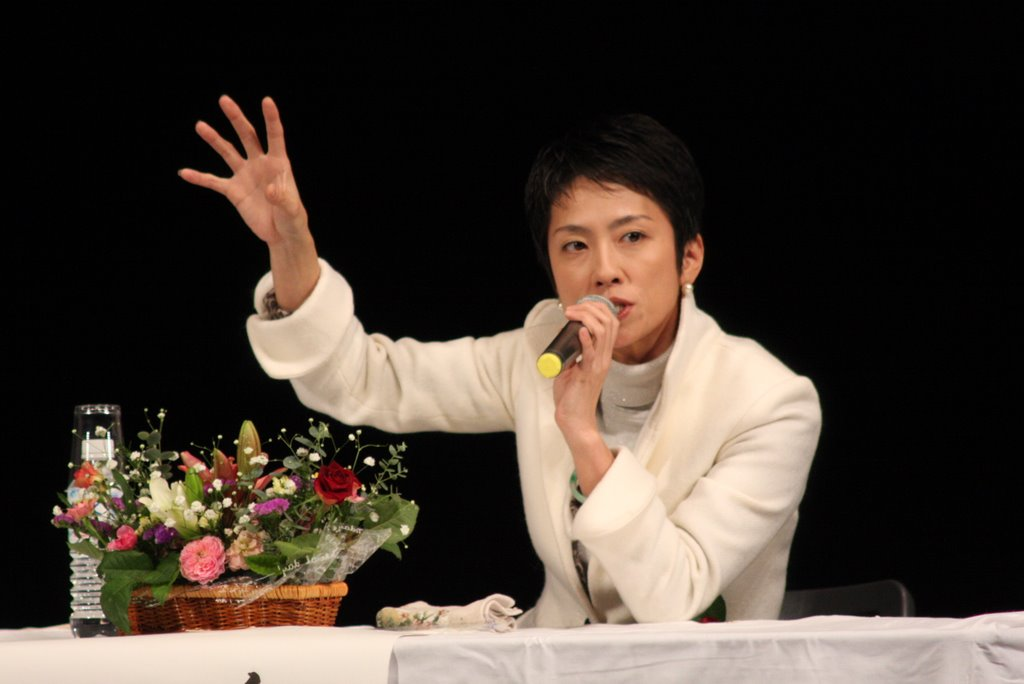
Renhó 2008-ban

- Ez a szócikk részben vagy egészben  a   Renhō című angol Wikipédia-szócikk ezen változatának fordításán alapul.  Az eredeti cikk szerkesztőit annak laptörténete sorolja fel. Ez a jelzés csupán a megfogalmazás eredetét és a szerzői jogokat jelzi, nem szolgál a cikkben szereplő információk forrásmegjelöléseként.

## Külső hivatkozások
- Hivatalos weboldal
- Renhó profilja az Alkotmányos Demokrata Párt hivatalos honlapján